# Instituto de Biología Funcional y Genómica
El Instituto de Biología Funcional y Genómica (IBFG) es un centro mixto de investigación perteneciente al Consejo Superior de Investigaciones Científicas (CSIC) y la Universidad de Salamanca (USAL). 

## Historia
El IBFG tiene su origen en el Instituto de Microbiología-Bioquímica (IMB), fundado en los años 1970 por el Prof. Dr. Julio Rodríguez Villanueva, catedrático de Microbiología y ex-Rector de la USAL. El IBFG fue uno de los primeros centros mixtos de investigación entre el CSIC y la Universidad española.
El IMB tuvo su sede inicial en la Facultad de Ciencias del Campus de La Merced y, más tarde, se trasladó al edificio Departamental del Campus Unamuno.
Desde sus inicios hasta 1985, el IMB se dedicó a investigar y formar personal docente investigador en Microbiología y es a partir de entonces cuando empieza a establecer sus grupos y líneas de investigación en Biología Molecular y Celular.
Mediante el uso de los microorganismos como modelo de estudio, el IMB se convirtió en referencia en el área de morfogénesis en hongos y levaduras. Es en 2004 cuando el CSIC y la USAL desvinculan el Departamento de Microbiología y Genética del IMB y se establece éste como centro mixto de investigación.
En marzo de 2012 el IMB se traslada a una nueva sede propia, en la proximidad del Instituto de Neurociencias de Castilla y León (INCyL). El Director del Instituto durante el período 2004-2012, el Dr. Ángel Durán Bravo (Investigador Científico del CSIC), fue clave en el desarrollo del nuevo Centro así como su puesta en funcionamiento.
Además de cambiar de sede, el IMB cambia a su denominación actual de Instituto de Biología Funcional y Genómica (IBFG). Las áreas de estudio son diversificadas y actualizadas y se incorporan nuevos grupos de investigación.

## Objetivos y Unidades Básicas
Su línea principal se basa en estudiar los mecanismos reguladores de las funciones celulares y su integración en el contexto del genoma mediante el uso biología celular, molecular y genómica. 
De acuerdo con su página web, el IBFG se divide en tres unidades básicas:

### Morfogénesis y polaridad celular
Se estudian los mecanismos genéticos que controlan la morfogénesis en sistemas modelo de hongos y levaduras. Compuesto por los siguientes grupos:
1. Pilar Pérez - Rho GTPases function in morphogenesis, polarity, and cell division
2. Sergio Rincón - Dynamics of Cell Division
3. Juan Carlos Ribas - Biosíntesis de la pared celular y su papel en morfogénesis, polaridad y división celular
4. César Roncero - Tráfico intracelular de proteínas y morfogénesis fúngica
5. Yolanda Sánchez - Rutas de señalización que controlan el crecimiento polarizado en S. pombe
6. Henar Valdivieso - Tráfico vesicular de Schizosaccharomyces pombe: papel en la morfogénesis y en la respuesta a estrés
7. Carlos R. Vázquez de Aldana - Morfogénesis y separación celular.

### Dinámica del genoma y epigenética
Estudia la relación funcional entre replicación/transcripción/recombinación y su regulación tanto a nivel genético como epigenético.  Compuesto por los siguientes grupos:
1. Francisco Antequera - Organización funcional del genoma eucariótico
2. Olga Calvo - Regulación Transcripcional
3. Andrés Clemente - Ciclo celular y estabilidad genómica
4. Rosa Esteban - Virus RNA de levaduras
5. Cristina Martín Castellanos - Control del inicio de la recombinación meiótica
6. Pedro San Segundo - Dinámica meiótica de los cromosomas: regulación epigenética
7. Mónica Segurado - Regulación de replicación y respuesta de daño en el DNA

### Regulación génica y diferenciación celular
Estudian las funciones biológicas básicas en microorganismos modelo y en células animales, mecanismos de patogenicidad de hongos oportunistas y, en colaboración con empresas, desarrollan proyectos aplicados con interés biotecnológico e identificar el mecanismo de acción de fármacos. Compuesto por los siguientes grupos:
1. Ángeles Almeida - Neurobiología Molecular
2. Juan Pedro Bolaños - Neuroenergetics and Metabolism Group
3. José Antonio Calera - Regulación de homeostasis del zinc y virulencia en hongos patógenos de animales
4. Sergio Moreno - Crecimiento, división y diferenciación celular
5. José Pérez Martín - Conexiones entre los reguladores de ciclo celular y los programas de desarrollo en organismos eucariotas simples
6. Ramón Santamaría - Regulación génica en Streptomyces
7. Mercedes Tamame - Regulación traduccional y biotecnología de levaduras

El IBFG dispone de 26 laboratorios de investigación y con una red de servicios de apoyo a la investigación que incluye administración, gerencia, adquisición de material, preparación de medios y reactivos, cultivos celulares, informática, protección radiológica y la unidad de servicios técnicos e infraestructura.

## Dirección
| Periodo   | Dirección           |
| --------- | ------------------- |
| 1968-1989 | Julio R. Villanueva |
| 1989-1996 | Ángel Durán         |
| 1996-2000 | Pilar Pérez         |
| 2000-2004 | Francisco Antequera |
| 2004-2012 | Ángel Durán         |
| 2012-2016 | Sergio Moreno       |
| 2016-2017 | Pilar Pérez         |
| 2018-2022 | José Pérez          |
| 2022-     | Olga Calvo García.  |